# 大久保智明
大久保 智明（おおくぼ ともあき、1998年7月23日 - ）は、東京都板橋区出身のプロサッカー選手。Jリーグ・浦和レッズ所属。ポジションはミッドフィールダー、フォワード。

## 来歴
東京ヴェルディのアカデミー出身で、ジュニア、ジュニアユース、ユースを経てトップチームへの昇格を逃し、大学は中央大学経済学部 に進学。同大学学友会サッカー部にてドリブルを磨き、2年次にリーグ戦デビューするとレギュラーを獲得して、切れ味抜群の左利きドリブラーとして頭角を現した。4年次にはエースナンバーの背番号10を背負い、全日本大学選抜にも選出された。スピードあるドリブルとキックが武器でユース時代に過ごした東京ヴェルディやベガルタ仙台、ガンバ大阪が興味を示したが、大学3年時の2019年7月9日に浦和レッズに加入が内定して、特別指定選手にも承認された。翌2020年も2シーズン連続で特別指定選手として登録されたが、怪我などの影響により公式戦出場はなかった。
2021年より正式に浦和レッズに加入。3月2日、ルヴァンカップ・グループリーグ第一節の湘南ベルマーレ戦で先発出場しプロデビューを果たした。9月11日、J1第28節の横浜FC戦でプロ初ゴールを決めた。
2022年は昨季より出場数を増やし、ドリブル成功率はリーグNo.1となった。

## 所属クラブ
- ビートル11
- 東京ヴェルディジュニア（板橋区立紅梅小学校[3]）
- 東京ヴェルディジュニアユース（板橋区立高島第二中学校[3]）
- 東京ヴェルディユース（成立学園高等学校[3][6]）
- 2017年 - 2020年 中央大学
  - 2019年 - 2020年 浦和レッズ（特別指定選手）
- 2021年 -  浦和レッズ

## 個人成績
| 国内大会個人成績 | 国内大会個人成績 | 国内大会個人成績 | 国内大会個人成績 | 国内大会個人成績 | 国内大会個人成績 | 国内大会個人成績 | 国内大会個人成績 | 国内大会個人成績 | 国内大会個人成績 | 国内大会個人成績 | 国内大会個人成績 |
| 年度             | クラブ           | 背番号           | リーグ           | リーグ戦         | リーグ戦         | リーグ杯         | リーグ杯         | オープン杯       | オープン杯       | 期間通算         | 期間通算         |
| 年度             | クラブ           | 背番号           | リーグ           | 出場             | 得点             | 出場             | 得点             | 出場             | 得点             | 出場             | 得点             |
| 日本             | 日本             | 日本             | 日本             | リーグ戦         | リーグ戦         | リーグ杯         | リーグ杯         | 天皇杯           | 天皇杯           | 期間通算         | 期間通算         |
| ---------------- | ---------------- | ---------------- | ---------------- | ---------------- | ---------------- | ---------------- | ---------------- | ---------------- | ---------------- | ---------------- | ---------------- |
| 2021             | 浦和             | 21               | J1               | 18               | 1                | 4                | 0                | 5                | 0                | 27               | 1                |
| 2022             | 浦和             | 21               | J1               | 23               | 1                | 4                | 0                | 2                | 0                | 29               | 1                |
| 2023             | 浦和             | 21               | J1               | 30               | 1                | 5                | 0                | 3                | 0                | 38               | 1                |
| 2024             | 浦和             | 21               | J1               | 23               | 2                | 0                | 0                | -                | -                | 23               | 2                |
| 2025             | 浦和             | 21               | J1               |                  |                  |                  |                  |                  |                  |                  |                  |
| 通算             | 日本             | 日本             | J1               | 94               | 5                | 13               | 0                | 10               | 0                | 117              | 5                |
| 総通算           | 総通算           | 総通算           | 総通算           | 94               | 5                | 13               | 0                | 10               | 0                | 117              | 5                |

| 国際大会個人成績 | 国際大会個人成績 | 国際大会個人成績 | 国際大会個人成績 | 国際大会個人成績 |
| 年度             | クラブ           | 背番号           | 出場             | 得点             |
| AFC              | AFC              | AFC              | ACL              | ACL              |
| ---------------- | ---------------- | ---------------- | ---------------- | ---------------- |
| 2022             | 浦和             | 21               | 8                | 0                |
| 通算             | AFC              | AFC              | 8                | 0                |

出場歴
- Jリーグ初出場 - 2021年3月17日 J1第5節 北海道コンサドーレ札幌戦 (埼玉スタジアム2002)
- Jリーグ初得点 - 2021年9月11日 J1第28節 横浜FC戦 (ニッパツ三ツ沢球技場)

その他の国際公式戦
- 2023年
  - AFCチャンピオンズリーグ2023/24・プレーオフ 1試合0得点

## タイトル

### クラブ
浦和レッズ
- 天皇杯 JFA 全日本サッカー選手権大会：1回（2021年）
- スーパーカップ：1回（2022年）
- AFCチャンピオンズリーグ：1回（2022年）

## 選抜歴
- 全日本大学選抜
  - デンソーカップ（2020年）